# Nomada
Tribu
Genre
Nomada est un genre d'abeilles, le seul genre de la tribu des Nomadini.
Les abeilles de ce genre sont cleptoparasites. 

## Comportement
Elle parasite uniquement les abeilles terricoles, de préférence andrènes et halictes. La femelle s'introduit dans le nid pour y pondre ses œufs. À l'état de larve, la Nomada dévore l'abeille sauvage et consomme toutes les réserves de nourriture déposées ici pour son œuf.

## Liste des espèces présentes en Europe
- Nomada agrestis Fabricius 1787

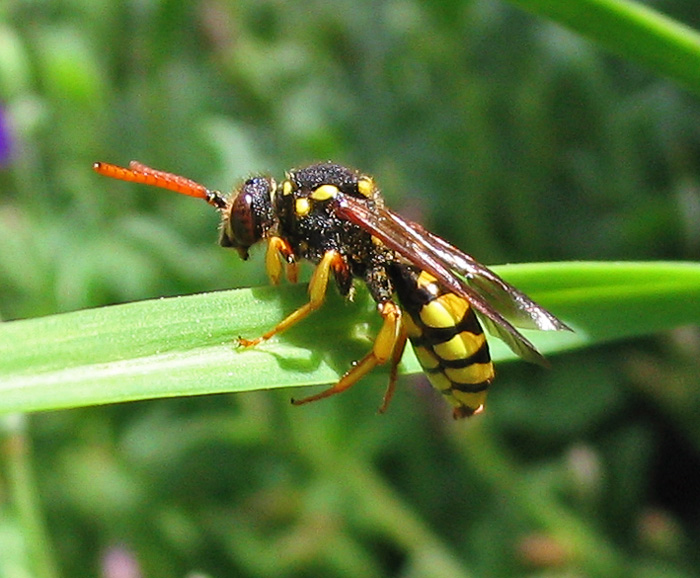
Nomada succincta

- Nomada alboguttata Herrich-Schaeffer 1839
- Nomada algira Mocsary 1883
- Nomada alpigena Schwartz, Gusenleitner & Mazzucco 1999
- Nomada annularis Olivier 1811
- Nomada arenaria Panzer 1804
- Nomada argentata Herrich-Schaeffer 1839
- Nomada ariasi Dusmet y Alonso 1913
- Nomada armata Herrich-Schaeffer 1839
- Nomada arrogans Schmiedeknecht 1882
- Nomada atroscutellaris Strand 1921
- Nomada baccata Smith 1844
- Nomada baldiniana Benzi 1892
- Nomada barcelonensis Cockerell 1917
- Nomada basalis Herrich-Schaeffer 1839
- Nomada beaumonti Schwarz 1967
- Nomada bifasciata Olivier 1811
- Nomada bimaculata Schilling 1849
- Nomada bispinosa Mocsary 1883
- Nomada blepharipes Schmiedeknecht 1882
- Nomada bluethgeni Stoeckhert 1944
- Nomada bolivari Dusmet y Alonso 1913
- Nomada bouceki Kocourek 1985
- Nomada braunsiana Schmiedeknecht 1882
- Nomada brunnea Schilling 1848
- Nomada calimorpha Schmiedeknecht 1882
- Nomada caspia Morawitz 1895
- Nomada castellana Dusmet y Alonso 1913
- Nomada cherkesiana Mavromoustakis 1955
- Nomada chrysopyga Morawitz 1872
- Nomada cincta Rossi 1792
- Nomada coelomeria Perez 1884
- Nomada concolor Schmiedeknecht 1882
- Nomada confinis Schmiedeknecht 1882
- Nomada conjungens Herrich-Schaeffer 1839
- Nomada connectens Perez 1884
- Nomada corcyraea Schmiedeknecht 1882
- Nomada coronata Perez 1895
- Nomada coxalis Morawitz 1878
- Nomada cristata Perez 1895
- Nomada cruenta Schmiedeknecht 1882
- Nomada cypriaca Schwarz 1999
- Nomada dira Mocsary 1882
- Nomada discedens Perez 1884
- Nomada discrepans Schmiedeknecht 1882
- Nomada dispar Perez 1895
- Nomada distinguenda Morawitz 1874
- Nomada dolosa Mocsary 1883
- Nomada duplex Smith 1854
- Nomada dusmetella Perez 1913
- Nomada emarginata Morawitz 1877
- Nomada eos Schmiedeknecht 1882
- Nomada errans Lepeletier 1841
- Nomada erythrocephala Morawitz 1871
- Nomada excisa Perez 1890
- Nomada fabriciana (Linnaeus 1767)
- Nomada facilis Schwartz 1967
- Nomada fallax Perez 1913
- Nomada faventiana Perez 1902
- Nomada femoralis Morawitz 1869
- Nomada fenestrata Lepeletier 1841
- Nomada ferghanica Morawitz 1875
- Nomada ferroviaria Dusmet y Alonso 1913
- Nomada ferruginata (Linnaeus 1767)
- Nomada flava Panzer 1798
- Nomada flavicornis Rossi 1790
- Nomada flavilabris Morawitz 1875
- Nomada flavinervis Brullé 1832
- Nomada flavoguttata (Kirby 1802)
- Nomada flavopicta (Kirby 1802)
- Nomada fucata Panzer 1798
- Nomada fulvicornis Fabricius 1793
- Nomada furva Panzer 1798
- Nomada furvoides Stoeckhert 1944
- Nomada fuscicornis Nylander 1848
- Nomada gerundica Perez 1913
- Nomada glaberrima Schmiedeknecht 1882
- Nomada glaucopis Perez 1890
- Nomada goodeniana (Kirby 1802)
- Nomada gransassoi Schwarz 1986
- Nomada gribodoi Schmiedeknecht 1882
- Nomada guttulata Schenck 1861
- Nomada hera Schwarz 1965
- Nomada hirtipes Perez 1884
- Nomada hispanica Dusmet y Alonso 1913
- Nomada hungarica Dalla Torre & Friese 1894
- Nomada illustris Schmiedeknecht 1882
- Nomada imperialis Schmiedeknecht 1882
- Nomada incisa Schmiedeknecht 1882
- Nomada insignipes Schmiedeknecht 1882
- Nomada integra Brullé 1832
- Nomada italica Dalla Torre & Friese 1894
- Nomada jacobeae Panzer 1799
- Nomada jaramense Dusmet y Alonso 1913
- Nomada kervilleana Perez 1913
- Nomada kirbyi Lepeletier 1841
- Nomada kohli Schmiedeknecht 1882
- Nomada kornosica Mavromoustakis 1958
- Nomada krueperi Schmiedeknecht 1882
- Nomada labiata Olivier 1811
- Nomada laevilabris Schmiedeknecht 1882
- Nomada lagrecai Nobile 1990
- Nomada lateritis Mocsary 1883
- Nomada lathburiana (Kirby 1802)
- Nomada leucophthalma (Kirby 1802)
- Nomada linsenmaieri Schwarz 1974
- Nomada litigiosa Gribodo 1893
- Nomada lucidula Schwarz 1967
- Nomada lutea Eversmann 1852
- Nomada maculicornis Perez 1884
- Nomada marshamella (Kirby 1802)
- Nomada mauritanica Lepeletier 1841
- Nomada melanopyga Schmiedeknecht 1882
- Nomada melathoracica Imhoff 1834
- Nomada melitensis Costa 1893
- Nomada merceti Alfken 1909
- Nomada minor (Gmelin 1790)
- Nomada mocsaryi Schmiedeknecht 1882
- Nomada moeschleri Alfken 1913
- Nomada mutabilis Morawitz 1870
- Nomada mutica Morawitz 1872
- Nomada nasuta Scopoli 1770
- Nomada nausica Schmiedeknecht 1882
- Nomada nesiotica Mavromoustakis 1958
- Nomada nigella Nylander 1848
- Nomada nigrovaria Perez 1895
- Nomada nobilis Herrich-Schaeffer 1839
- Nomada noskiewiczi Schwarz 1966
- Nomada numida Lepeletier 1841
- Nomada nuptura Dusmet y Alonso 1913
- Nomada obliqua Olivier 1811
- Nomada obscura Zetterstedt 1838
- Nomada obtusifrons Nylander 1848
- Nomada opaca Alfken 1913
- Nomada orbitalis Perez 1913
- Nomada ornata Eversmann 1852
- Nomada pallidenotata Schmiedeknecht 1882
- Nomada pallispinosa Schwarz 1967
- Nomada panurgina Morawitz 1869
- Nomada panzeri Lepeletier 1841
- Nomada pastoralis Eversmann 1852
- Nomada pectoralis Morawitz 1878
- Nomada perezi Dusmet y Alonso 1913
- Nomada piccioliana Magretti 1883
- Nomada platythorax Schwarz 1981
- Nomada platyventris Morawitz 1886
- Nomada pleurosticta Herrich-Schaeffer 1839
- Nomada polemediana Mavromoustakis 1957
- Nomada posthuma Bluethgen 1949
- Nomada poultoni Saunders 1901
- Nomada priesneri Schwarz 1965
- Nomada propinqua Schmiedeknecht 1882
- Nomada pulchra Arnold 1888
- Nomada pusilla Lepeletier 1841
- Nomada pusilla Rossi 1792
- Nomada quadrispinosa Mocsary 1901
- Nomada radoszkowskii Lozinski 1922
- Nomada ranunculi Scopoli 1770
- Nomada rhenana Morawitz 1872
- Nomada roberjeotiana Panzer 1799
- Nomada rostrata Herrich-Schaeffer 1839
- Nomada rubiginosa Perez 1884
- Nomada rubricollis Schwarz 1967
- Nomada rubricosa Eversmann 1852
- Nomada rufa Rossi 1790
- Nomada rufescens Scopoli 1770
- Nomada ruficornis (Linnaeus 1758)
- Nomada rufipes Fabricius 1793
- Nomada rufoabdominalis Schwarz 1963
- Nomada sanguinea Smith 1854
- Nomada scutellaris Olivier 1811
- Nomada serricornis Perez 1884
- Nomada sexfasciata (Panzer 1799)
- Nomada sheppardana (Kirby 1802)
- Nomada siciliensis Dalla Torre & Friese 1894
- Nomada sicula Schwarz 1974
- Nomada signata Jurine 1807
- Nomada similis Morawitz 1872
- Nomada squalida Scopoli 1763
- Nomada stigma Fabricius 1804
- Nomada stoeckherti Pittioni 1951
- Nomada striata Fabricius 1793
- Nomada subfasciata Schilling 1826
- Nomada succincta Panzer 1798
- Nomada sybarita Schmiedeknecht 1882
- Nomada symphyti Stoeckhert 1930
- Nomada terminalis Imhoff 1834
- Nomada thersites Schmiedeknecht 1882
- Nomada thoracica Morawitz 1880
- Nomada transitoria Schmiedeknecht 1882
- Nomada trapeziformis Schmiedeknecht 1882
- Nomada tridentirostris Dours 1873
- Nomada trispinosa Schmiedeknecht 1882

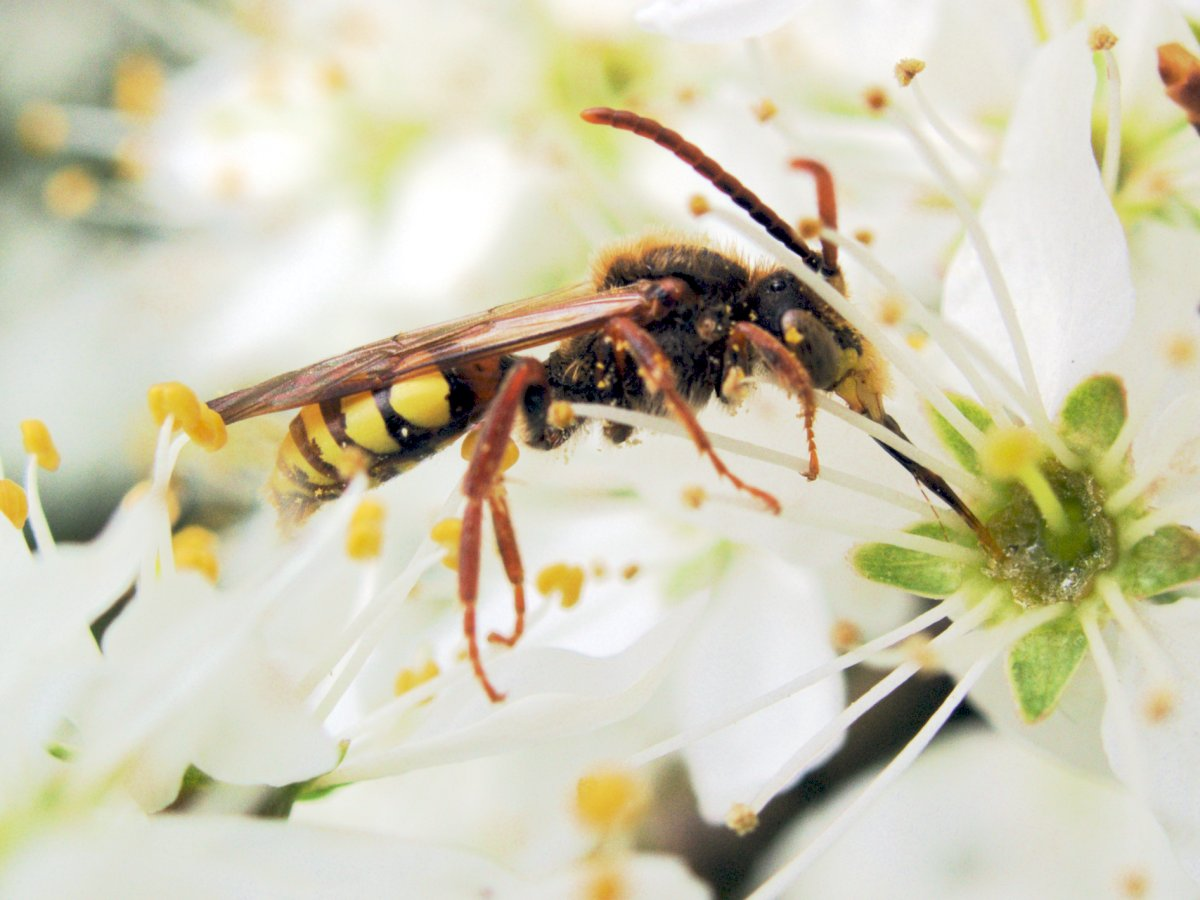
Une espèce du genre Nomada

- Nomada unifasciata Schilling 1826
- Nomada unispinosa Schwarz 1981
- Nomada variabilis Lucas 1849
- Nomada verna Schmiedeknecht 1882
- Nomada versicolor Panzer 1798
- Nomada villosa Thomson 1882
- Nomada xanthosticta (Kirby 1802)
- Nomada zichyana Mocsary 1901
- Nomada zonata Panzer 1798